# Rosa duplicata
Rosa duplicata es una especie de planta del género Rosa, de la familia Rosaceae.

## Taxonomía
Rosa duplicata fue descrita por T. T. Yu y T. C. Ku en 1980.

## Distribución
Se encuentra en el territorio del Tíbet.